# Phthiridium toungooense
Phthiridium toungooense är en tvåvingeart som först beskrevs av Oskar Theodor 1968. Phthiridium toungooense ingår i släktet Phthiridium och familjen lusflugor.
Artens utbredningsområde är Myanmar. Inga underarter finns listade i Catalogue of Life.